# Sylvia Gerasch
Pour les articles homonymes, voir Gerasch.
Sylvia Gerasch, née à Cottbus (Allemagne de l'Est) le 16 mars 1969, est une nageuse allemande qui a concouru pour l'Allemagne de l'Est et pour l'Allemagne après la réunification.

## Biographie

### Carrière
Sylvia Gerasch est âgée de seize ans quand elle a participe aux championnats d'Europe de natation 1983 à Rome où elle termine deuxième derrière Ute Geweniger dans le 100 m et le 200 m brasse. Elle remporte son premier titre international, en 100 m brasse, aux championnats européens ultérieurs en 1985, à Sofia.
À Madrid, aux championnats du monde 1986, elle remporte le 100 m brasse et le 4 × 100 m relais quatre nages, avec Kristin Otto, Kathrin Zimmermann et Kornelia Greßler comme coéquipières.
Sa première et seule apparition olympique fut aux Jeux olympiques de Sydney en 2000, où elle concourt sous le drapeau de l'Allemagne unifiée et termine huitième du 100 m brasse. Elle fait également partie du relais 4 × 100 m quatre nages où l'Allemagne termine quatrième.

### Accusations de dopage
Contrôlée positive à la caféine, Sylvia Gerasch est condamnée à deux ans de suspension pour dopage en janvier 1994.
Appelée à témoigner devant le tribunal régional de Berlin en 1998, Sylvia Gerasch a nié avoir été victime du dopage d'État mis en place en ex-RDA. Néanmoins ses explications (« L'entraîneur m'a donné des comprimés, mais je ne les ai pas pris. ») ont été jugées « abracadabrantes » par les observateurs.

## Palmarès

### Championnats d'Europe
- Championnats d'Europe 1983 à Rome (Italie) :
  -  Médaille d'argent du 100 m brasse ;
  -  Médaille d'argent du 200 m brasse.
- Championnats d'Europe 1985 à Sofia (Bulgarie) :
  -  Médaille d'or du 100 m brasse ;
  -  Médaille d'or du relais 4 × 100 m 4 nages ;
  -  Médaille d'argent du 200 m brasse.
- Championnats d'Europe 1987 à Schiltigheim (France) :
  -  Médaille de bronze du 100 m brasse.